# Augustiner Bräu
Augustiner Bräu München est une brasserie Munichoise, dont le site le plus ancien est encore en fonctionnement, les moines de l'ordre des Augustins l'ayant fondé en 1328.
La bière produite ne bénéficie d'aucune campagne publicitaire,. Elle dispose cependant d'une solide réputation basée sur la qualité.
Augustiner fait partie, avec Spaten, Paulaner, Hacker-Pschorr, Hofbräu München et Löwenbräu, des six brasseurs officiels de la fête de la bière de Munich, l'Oktoberfest.

## Bières
Selon sa fermentation, la bière est déclinée en plusieurs variantes :
- Lagerbier Hell (Helles)
- Edelstoff (Export)
- Wies'n~Edel (Oktoberfestbier)
- Weißbier (Weizenbier)
- Pils
- Heller Bock
- Maximator (Doppelbock)